# Bernal Díaz del Castillo
Bernal Díaz del Castillo, né entre 1492 et 1496 à Medina del Campo (royaume de Castille) et mort en 1584 à Santiago de los Caballeros (Guatemala), est un conquistador et chroniqueur qui a participé à la conquête du Mexique par Hernán Cortés (1519-1521) et a plus tard rédigé un récit de cette conquête.
Parti en 1514 pour le Nouveau Monde, il s'installe peu après à Cuba, puis participe aux expéditions de Cortés au Mexique (1519-1521), puis au Chiapas (1523-1524) et au Honduras (1525-1526). Devenu propriétaire foncier à Coatzacoalcos (Mexique), il est spolié de ses biens en 1539, et obtient en compensation des terres au Guatemala, à Santiago de los Caballeros, où il rédige son Histoire véridique de la conquête du Mexique, publiée seulement après sa mort, en 1632.

## Biographie

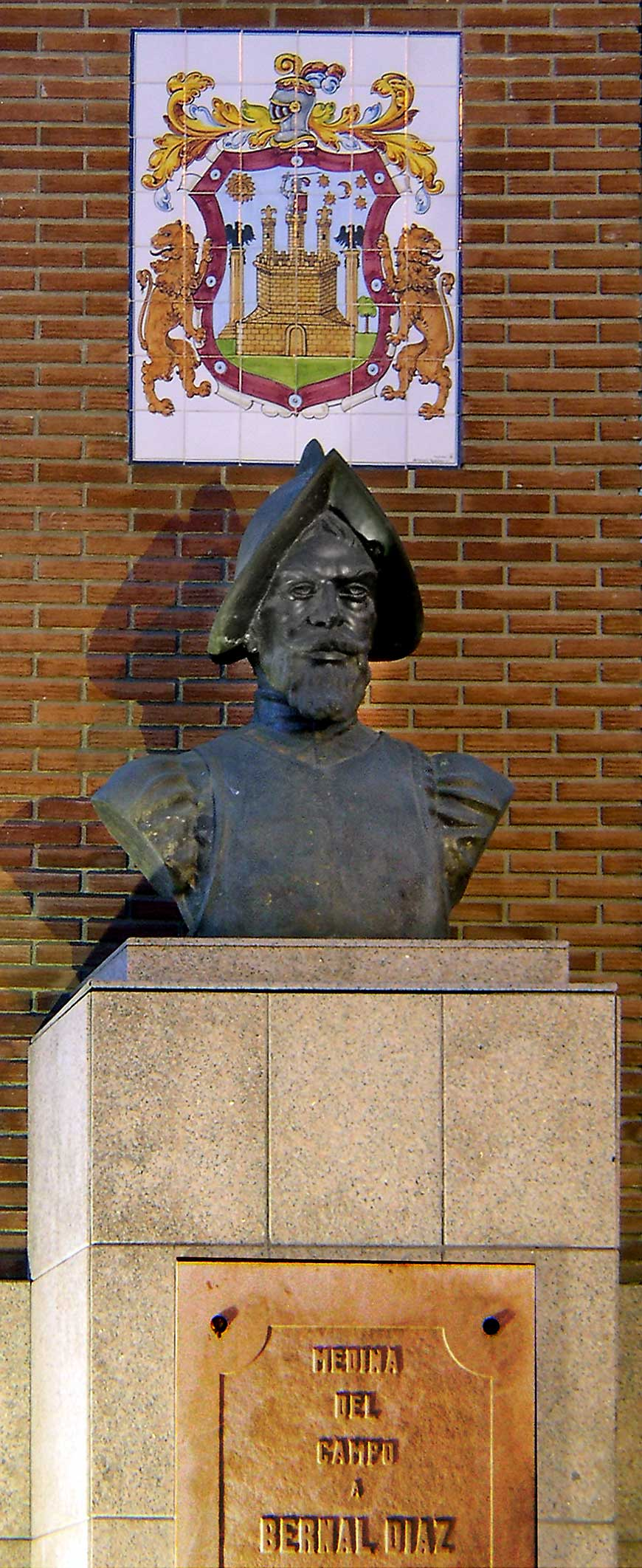
Monument à Bernal Díaz del Castillo, à Medina del Campo (Espagne).

### Origines familiales et formation
Il est issu d'une famille modeste de Medina del Campo, ville située en Vieille-Castille au sud-ouest de Valladolid. 
On ne sait pas s’il sait lire et écrire quand il s'embarque pour le Nouveau Monde.

### Débuts dans le Nouveau Monde

#### Panama (1514), puis Cuba
Il s'embarque avec deux mille autres soldats placés sous les ordres du gouverneur du Panama nouvellement nommé, Pedrarias Dávila. 
Mais cette contrée ayant déjà été conquise et pacifiée par le découvreur de l’océan Pacifique, Vasco Núñez de Balboa, et des épidémies s’étant déclarées, Bernal Díaz obtient avec d’autres soldats l’autorisation de gagner Cuba, conquise en 1511 par Diego Velasquez de Cuellar, qui en est devenu gouverneur.

#### Le voyage au Yucatan avec Francisco Hernández de Córdoba (1517)
N’ayant obtenu ni terre ni Indiens à Cuba, Bernal Díaz, au bout de trois ans d’inaction, s’embarque en 1517 avec Francisco Hernández de Córdoba qui part avec trois navires pour chercher des esclaves dans les îles situées au large du Honduras[réf. nécessaire], les Indiens étant déjà en voie de disparition à Cuba du fait des maladies apportées par les Espagnols, du travail dans les mines d’or et des mauvais traitements. 
Dans le premier chapitre de ses mémoires, Bernal Díaz affirme qu’il a participé au financement de cette expédition, ce qui est peu probable étant donné que, selon Bartolomé de Las Casas, les investisseurs de l’expédition, au nombre de trois, auraient dépensé pour armer les trois navires de l’expédition et recruter leurs équipages l’équivalent de 25 kg d’or.
L'expédition découvre fortuitement le Yucatán peuplé par les Mayas. Lors d’une bataille avec les indigènes, les Espagnols perdent plus de cinquante hommes. 

#### Le voyage avec Juan de Grijalva (1518)
L’année suivante, le gouverneur de Cuba organise une seconde expédition qu’il confie à un autre gentilhomme, Juan de Grijalva. 
Celui-ci découvrit l’île de Cozumel, proche du Yucatán, puis longe la côte est du Yucatán pour reconnaître ensuite la côte du Golfe du Mexique jusqu’au fleuve Pánuco situé à 400 km au nord de l’actuelle Veracruz. Lors de son escale dans l'île San Juan de Ulúa (au niveau de Veracruz), il rencontre des émissaires (mexicas) de l'empereur aztèque Moctezuma II et ils échangent des cadeaux. Il fait aussi du troc avec les Mayas de Pochontan (vers l'embouchure du rio Grijalva), dont le chef est le cacique Taabscob.  
Il revient ainsi à Cuba en ramenant des parures et des objets en or. 
Bernal Díaz prétend avoir participé à ce voyage, auquel il consacre pas neuf chapitres de son Histoire véridique, mais son récit, vague et peu cohérent, est souvent en contradiction avec ce qu’ont rapporté d’autres chroniqueurs, notamment Cortés, Oviedo et Las Casas dont les relations de ce voyage sont concordantes entre elles.

### La conquête du Mexique dans l'armée de Cortés (1519-1521)

#### De Cuba à Vera Cruz (février-juillet 1519)
À la vue des trésors ramenés par Grijalva, Diego Velázquez de Cuéllar met sur pied une troisième expédition qu’il confie à Hernan Cortés et à laquelle Diaz a vraiment participé. 
Très vite, Velasquez et Cortés sont en conflit, le second ayant des ambitions excessives selon le premier. 
L'escadre de Cortés part de Cuba (Trinidad) en février 1519, fait escale à Cozumel, puis chez le cacique Taabscob qu'il soumet militairement (bataille de la Centla, 14 mars). Le 21 avril, il est à San Juan de Ulúa et débarque sur le continent le 22 (vendredi saint). Il reçoit de nouveau des émissaires de Moctezuma, mais aussi des émissaires d'ennemis des Aztèques, et conclut une alliance avec les Totonaques. Le 9 juillet, il fonde Villa Rica de la Vera Cruz.
Il outrepasse ainsi le mandat qui lui a été confié par Velasquez et une bonne partie de l'expédition est prête à l'abandonner. Cortés, qui veut se rendre dans la capitale de Moctezuma, Mexico-Tenochtitlan, fait saborder ses vaisseaux par ses partisans, pour empêcher tout retour à Cuba. 

#### La marche vers Mexico et les premières difficultés
Il s'engage alors dans sa marche vers Mexico, avec cinq cents soldats, dont Bernal Díaz, et trois cents marins. Au passage, il soumet le peuple de Tlaxcala, puis la cité de Cholula, tributaire des Aztèques. En novembre, Cortés arrive à Mexico, où il est accueilli par Moctezuma en personne. 
Mais ensuite, les choses se gâtent et Moctezuma est assigné à résidence dans un de ses palais.
Des troupes (1 400 hommes) envoyées par Velasquez débarquent à Veracruz. Cortés laisse Moctezuma à la garde d’un de ses lieutenants, Pedro de Alvarado, pour aller contrer avec trois cents hommes choisis par lui le corps expéditionnaire de Velasquez. Vainqueur, il augmente ses troupes de plus de mille hommes puis revient à Mexico, où la situation est devenue très mauvaise.

#### La guerre entre les Espagnols et les Aztèques
En effet, pendant son absence, Pedro de Alvarado a assailli des nobles aztèques désarmés au cours d’une cérémonie religieuse païenne, en tuant un millier, ce qui a provoqué la révolte du peuple, la mort de Moctezuma, tué par une pierre venue des siens, et le siège des Espagnols dans leur palais. Ils sont contraints de s’enfuir lors d’une nuit terrible  (la Noche Triste) au cours de laquelle ils perdent plus de huit cents hommes.
Lors de la bataille d’Otumba, les Aztèques sont vainqueurs, mais les Espagnols échappent cependant à l'anéantissement et se réfugient, considérablement affaiblis, chez leurs alliés Tlaxcaltèques. 

#### Le siège de Mexico (mars-août 1521)
Là ils reçoivent des renforts. Ils repartent alors vers Mexico dont ils établissent le siège, qui va durer cinq mois : la ville est finalement prise en août 1521. 
Les combats cessent avec la reddition du dernier empereur, Cuauhtémoc, que Cortés épargne, saluant sa vaillance et son courage.

### Autres expéditions avec Cortés

#### Les expéditions au Chiapas (1523 et 1524)
Bernal Díaz, retiré à Coatzacoalcos, à l’embouchure du rio Grijalva, dans une région limitrophe entre les populations maya et aztèque, participe à deux tentatives de conquête du Chiapas, peuplé des Mayas dont Bernal Díaz nous dit « qu’ils étaient, en ce temps-là, les meilleurs guerriers de toute la Nouvelle-Espagne. »

#### L’expédition au Honduras (1525–1526)
Cortés a confié la conquête du Honduras à un de ses lieutenants, Cristóbal de Olid, mais celui-ci, circonvenu par Diego Velázquez de Cuéllar, se révolte contre Cortés, qui décide d’aller le châtier lui-même. 
Mais au lieu de s’y rendre par mer, comme Olid, il choisit la voie terrestre, extrêmement difficile : c'est une immense région de fleuves et de marécages (le Tabasco et le Petén) et l'expédition est un véritable enfer. Cortés manque y perdre la vie et perd le titre de gouverneur de la Nouvelle-Espagne qui lui a été conféré par Charles Quint, l’anarchie s’étant, en son absence, établie à Mexico. 
Bernal Díaz participe à cette éprouvante aventure, y jouant souvent, selon ses dires, le rôle d’approvisionneur de la troupe.

### Propriétaire à Coatzacoalcos (1527–1539)
Ayant obtenu à son retour du Honduras quelques terres au Chiapas et au Tabasco, octroyées par Cortés et par deux des gouverneurs lui ayant succédé, Bernal Díaz les juge « de peu de profit » mais s’installe néanmoins à Coatzacoalcos, dont il devient, nous dit-il, conseiller municipal. 

#### La spoliation (1539)
Après quelques années de jouissance de ses biens, ceux-ci lui sont retirés sans compensation par les gouverneurs du Chiapas et du Tabasco dans le cadre de l’urbanisation des villes de Chiapa et de Sancta María de la Victoria (Tabasco). 
Ayant perdu ses procès contre ces municipalités, Bernal Díaz sollicite l’appui de Cortés et du vice-roi de Nouvelle-Espagne, Antonio de Mendoza, nommé par le roi en 1535 en place des précédents gouverneurs de Mexico.

#### Laprobanza de méritos(1539) et le premier voyage en Espagne (1540)
Afin d’établir ses mérites de conquistador et dans le but de recouvrer ses biens perdus, Bernal Díaz obtient du vice-roi l’autorisation de faire établir un acte officiel attestant de ses états de service. 
Cet acte, dont la copie se trouve aux Archives des Indes à Séville, se présente sous la forme d’un questionnaire soumis à six témoins assermentés qui attestent devant un juge, en répondant aux diverses questions, avoir participé (ou pas) à tel ou tel épisode de la longue carrière militaire de Bernal Díaz. Ce document officiel, sa probanza de méritos, est envoyée au Conseil des Indes, en Espagne, accompagnée de copies des actes lui ayant attribué des terres au Chiapas et au Tabasco ainsi que d’attestations élogieuses émanant de Cortés et du vice-roi de Nouvelle-Espagne. 
Malgré un avis défavorable du trésorier de Nouvelle-Espagne, Bernal Díaz se voit finalement attribuer des terres au Guatemala, sans doute grâce à une intervention de Cortés que Bernal Díaz avait accompagné en Espagne en 1540 et, surtout, grâce à de pressantes réquisitions adressées aux autorités du Guatemala par le président du Conseil des Indes.

### Propriétaire à Santiago de los Caballeros (1540-1584)
Ayant obtenu compensation pour les terres dont il a été spolié, Bernal Díaz, désormais colon aisé, devient citoyen de Santiago de los Caballeros (aujourd’hui Antigua Guatemala) et même conseiller municipal. Les archives du Guatemala détiennent des comptes-rendus de séances du conseil portant la signature de Bernal Díaz, qui se fait désormais appeler « Bernal Díaz del Castillo ». 

#### La rédaction de ses mémoires
Ayant lu, vraisemblablement vers 1553, la Conquista de México, publiée en Espagne en 1552, histoire de la conquête du Mexique rédigée entre 1542 et 1547 par Francisco López de Gómara, chapelain de Cortés après son retour définitif en Espagne (1540), Bernal Díaz en estime le contenu inexact sur bien des points, tout à la gloire de Cortés, sans un mot pour ses soldats.
Bernal Díaz reprend la rédaction de ses propres mémoires, interrompue par la lecture de Gómara, entreprenant de rétablir la vérité comme il la conçoit, en racontant en détail, de son point de vue de soldat, tout ce qui lui est arrivé depuis son arrivée à Cuba, du voyage avec Francisco Hernández jusqu'à son établissement à Coatzacoalcos ; il y ajoute de nombreux faits et événements auxquels il n’a pas participé, mais dont il a eu connaissance, grâce notamment à trois lettres publiées de Cortés à Charles Quint, ou qui lui ont été rapportés par des témoins oculaires. 
Ce travail, entrepris vers 1553 est achevé en 1568. Au cours de la rédaction de son ouvrage, Bernal Díaz en fait lire des extraits à divers notables ou fonctionnaires royaux établis au Guatemala ou de passage à Santiago de los Caballeros.

#### Le second voyage en Espagne (1550)
Membre éminent du conseil municipal de Santiago de los Caballeros, en tant que « plus ancien conquistador », Bernal Díaz est désigné par ses concitoyens pour participer aux discussions qui ont lieu à Valladolid en 1550 entre les représentants des colons de Nouvelle-Espagne et du Pérou et le Conseil des Indes au sujet de la transmission à leurs enfants des biens attribués après la conquête. 
En effet, les « Nouvelles Lois » (Leyes Nuevas) promulguées en 1542 par Charles Quint à l’instigation de Bartolomé de Las Casas stipulent que la propriété de ces biens s'éteint à la mort de leur premier possesseur et qu’ils ne sont donc pas transmissibles, à la grande fureur des colons. À Valladolid, les colons n’obtiennent d'ailleurs pas immédiatement satisfaction.
Bernal Díaz profite de ce voyage pour se faire attribuer de nouvelles terres au Guatemala, plus profitables que celles qu’il détient déjà. 

#### Fin de vie
Fixé à Santiago de los Caballeros, Bernal Díaz y termine ses jours en 1584, sans jamais cesser d’apporter des retouches à son manuscrit.

## L'Histoire véridiquede Bernal Diaz
Le titre complet de l'ouvrage est Historia verdadera de la conquista de la Nueva España (« Histoire véridique de la conquête de la Nouvelle-Espagne »)

### Présentation
Dans ce document, très riche et très long (plus de huit cents pages dans les éditions modernes), Bernal Díaz présente de nombreux détails inédits, que l’on ne trouve nulle part ailleurs, ni dans les lettres de Cortés à Charles Quint (Cartas de relación) ni chez Gómara. 
Il y dresse des portraits souvent caustiques et y manifeste sans détour ses préférences, ses inimitiés, ses rancœurs, sa soif de posséder des terres et son amertume d’avoir été mal récompensé par Cortés. Pour mieux se mettre en valeur, il déforme souvent la réalité, se présentant constamment dans des situations valorisantes, s’attribuant systématiquement des mérites indus et attribuant dans des discours fictifs de personnalités diverses des remontrances à Cortés pour n’avoir pas « donné de bons Indiens aux vrais conquérants », c’est-à-dire, entre autres, à lui-même, alors que Cortés « accapara à son profit tout l’or et le meilleur de la Nouvelle-Espagne. »

### Le destin des manuscrits de Bernal Diaz

#### Le manuscrit de Guatemala
Bien que Bernal Díaz ait écrit à trois reprises qu’il avait mis un point final à ses mémoires en 1568, il ne cessa jamais de retoucher, de corriger et de faire des ratures ou des ajouts au manuscrit connu sous le nom de « Manuscrit de Guatemala », conservé aux Archives de Ciudad Guatemala, dont seulement huit pages sont de sa main, les autres étant dues à trois copistes. 
Ce manuscrit est le seul authentique existant ; il a été retrouvé à Guatemala Ciudad en 1840 et il en a été fait deux copies manuelles et des copies photographiques. 
Ce manuscrit a été édité seulement en 1904 au Mexique (Genaro García) et en 1928 en Espagne (Madrid, Carlos Pereyra). 
La dernière édition en date (Mexico, 2005) est une édition critique due à José Antonio Barbón Rodríguez, véritable somme assortie d’une étude (Estudio) approfondie (1 000 pages !) de l’œuvre. 
Il n'existe pas de traduction française du manuscrit de Guatemala.

#### Le manuscrit de 1575
Un autre manuscrit existe : il a été envoyé par Bernal Díaz en Espagne en 1575 en vue d'une publication. Réceptionné puis archivé à la Chambre du Roi, il est redécouvert et exploité seulement en 1632 : il fait alors l’objet de deux éditions assurées par un prêtre de l’Ordre de la Merci, Alonso Remón. 
Comme l’un des deux religieux accompagnant Cortés pendant la conquête, le père Bartolomé de Olmedo, était mercédaire, Remón modifie le texte de Bernal Díaz pour attribuer au père Olmedo un rôle disproportionné et ajouter des membres inventés de l'ordre mercédaire. 
Le manuscrit ayant servi aux éditions Remón a été perdu.

#### Les traductions françaises
Au nombre de deux, elles sont fondées sur la première édition Remón. L’une est due au docteur Jourdanet (1877), l’autre au poète José-Maria de Heredia (1881). Toutes les deux comportent ce qu’on appelle les « interpolations mercédaires ». 
L’édition Jourdanet se signale en outre par la suppression de certains passages jugés inconvenants, censurés par le traducteur. Cette version est disponible en livre de poche ainsi que dans l’édition originale de 1877 consultable sur le site Gallica de la BNF.

### Controverse sur l'identité de l'auteur de l’Histoire véridique

#### La thèse de Christian Duverger
Dans Cortès et son double, enquête sur une mystification (2013), Christian Duverger soutient l'hypothèse selon laquelle le véritable auteur de l’Histoire véridique de la Conquête de la Nouvelle-Espagne ne serait pas Bernal Díaz del Castillo, mais Hernán Cortés. 
Il affirme, sur la base du mariage de Bernal, de sa signature, de ses déclarations et de celles de sa femme, dans un premier temps que Díaz était illettré et que sa personnalité ne correspond pas à celle de l'auteur de l’Histoire véridique, telle qu'on peut la percevoir par une lecture attentive de l'ouvrage. 
Il dresse ensuite le portrait-robot de celui qui aurait écrit l’Histoire véridique et en conclut qu'il ne peut correspondre à aucun des compagnons de Cortès. Le seul candidat possible, réunissant tous les critères d'attribution, est, selon Christian Duverger, Cortès lui-même, qui aurait pu écrire le livre dans la période peu connue de ses années de retraite, entre 1543 et 1546. 

#### Critiques de cette thèse
Cette thèse a suscité des critiques de spécialistes du sujet tels que Guillermo Serés, Miguel León-Portilla ou Pablo Escalante Gonzalbo.
Plusieurs contre-arguments sont retenus contre Duverger,. 
À propos de l'illettrisme de Bernal Diaz, deux arguments sont avancés : le caractère important de l'écriture dans la fonction d'échevin de Bernal et la non-représentativité de la population espagnole dans le groupe des conquistadors. En effet, les conquistadors appartiennent à une partie de la population espagnole ayant eu accès, du moins pour une grande partie d'entre eux, à l'apprentissage de l'écriture.
Même s’il avait un faible niveau d’études en s’embarquant pour le Nouveau Monde, Bernal Díaz, jouissant d’un confortable revenu depuis son installation au Guatemala (1540), n’avait rien d’autre à faire que de surveiller ses propriétés et les Indiens travaillant pour lui. Il a donc eu tout le temps de s’instruire, de se cultiver et de lire avant de se mettre à son ouvrage vers 1552. C’est la thèse défendue par José Antonio Barbón Rodríguez dans la deuxième partie (Estudio) de son édition critique de l’Historia verdadera.
L’ouvrage de François Baldy, Bernal Díaz del Castillo et la conquête de la Nouvelle-Espagne (Mexique), paru en 2015, expose plusieurs arguments démontrant que Bernal Díaz est bien l’auteur de l’Historia verdadera, nul autre que lui ayant pu mettre en scène une personnalité aussi complexe, sinon complexée, s’exprimant dans une langue du peuple si éloignée de la prose cortésienne des Cartas de relación. Au demeurant, certains passages de l’Historia verdadera sont tellement critiques ou désobligeants pour Cortés qu’ils ne sauraient avoir été écrits ou dictés par lui.

## Éditions récentes de l'Histoire véridique

### En français
- Histoire véridique de la Conquête de la Nouvelle-Espagne par le Capitaine Bernal Diaz del Castillo, l’un des conquistadors, traduction de Denis Jourdanet, deuxième édition corrigée, Paris, 1877 lire en ligne sur Gallica
- La Conquête du Mexique, présentation de Gérard Chaliand, traduit de l’espagnol par Denis Jourdanet, Arles, Actes Sud, 1996
- Histoire véridique de la Conquête de la Nouvelle Espagne, préface de Bernard Grunberg, traduit de l’espagnol par Denis Jourdanet, Paris, La Découverte poche, 2009

### En espagnol
- (es) Historia verdadera de la conquista de la Nueva España, manuscrit « Guatemala », prologue de Carlos Pereyra (1928), Madrid, Editorial Espasa Calpe, 1997
- (es) Historia verdadera de la conquista de la Nueva España, manuscrit « Guatemala », édition critique de José Antonio Barbón Rodríguez, Mexico, El Colegio de México, 2005Ce texte est intégralement celui du manuscrit de Guatemala avec son orthographe originale et ses manques, les ratures et ajouts étant reportés en notes avec les variantes propres aux éditions Remón.